# Lobmingtal
Lobmingtal ist eine Gemeinde mit 1818 Einwohnern (Stand 1. Jänner 2024) im Bezirk Murtal und Gerichtsbezirk Judenburg in der Steiermark.

## Geografie
Der Hauptort Großlobming liegt auf einer Höhe von 641 Meter über den Meer rund drei Kilometer südlich des Ortszentrums von Knittelfeld. Das Gemeindegebiet umfasst das Einzugsgebiet des Lobmingbachs und wird im Norden von der Mur begrenzt.
Die Gemeinde hat eine Fläche von 54,54 Quadratkilometer. Davon sind 25 Prozent landwirtschaftliche Nutzfläche und 70 Prozent Wald.

### Gemeindegliederung
Das Gemeindegebiet umfasst folgende drei Ortschaften bzw. gleichnamige Katastralgemeinden (Einwohner Stand 1. Jänner 2024, Fläche Stand 31. Dezember 2023):
- Großlobming (1241 Ew., 739,35 ha)
- Kleinlobming (344 Ew., 3.549,79 ha)
- Mitterlobming (233 Ew., 1.165,29 ha)

Im Zuge der steirischen Gemeindestrukturreform wurde die Gemeinde Großlobming 2015 mit der Gemeinde Kleinlobming fusioniert.

### Nachbargemeinden

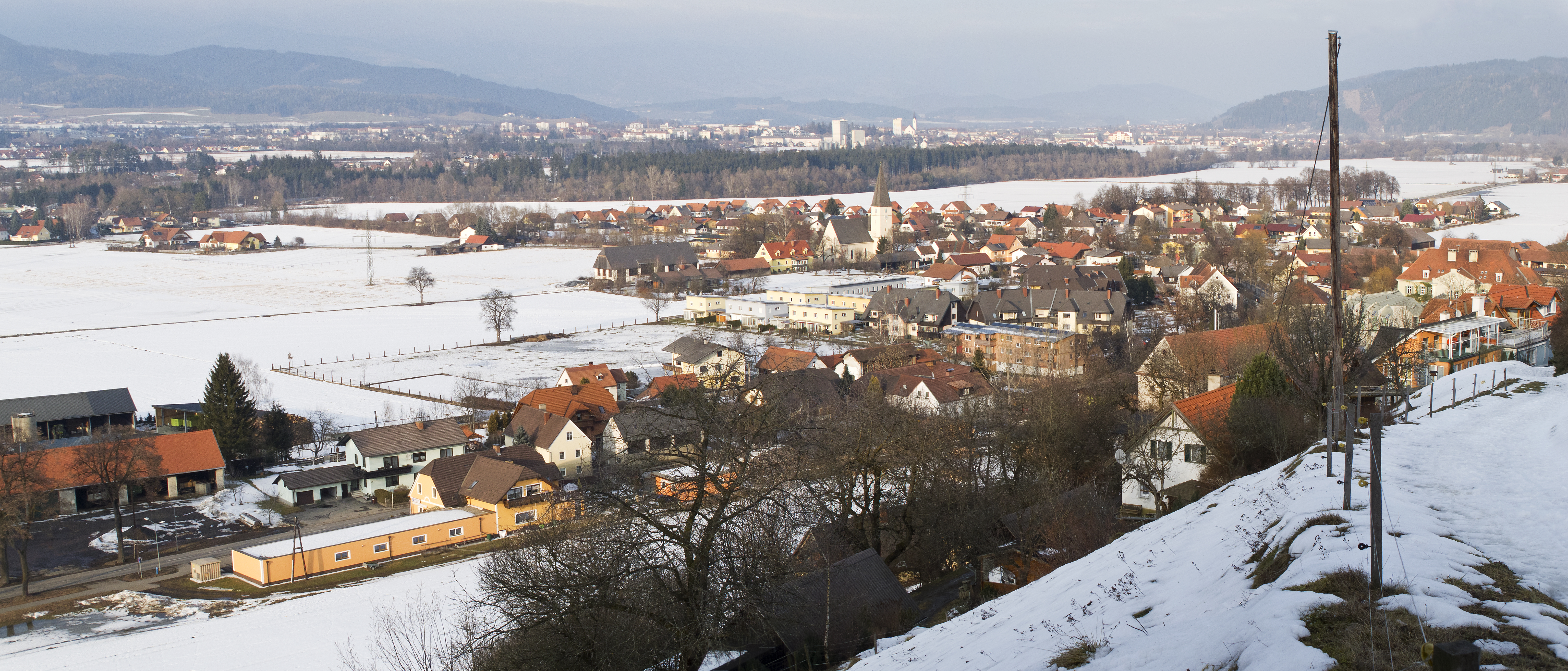
Blick auf den Hauptort Großlobming von Südwesten

|                           | Spielberg                                   | Knittelfeld                        |
| Spielberg                 | Kompassrose, die auf Nachbargemeinden zeigt | Sankt Margarethen bei Knittelfeld  |
| Weißkirchen in Steiermark | Weißkirchen in Steiermark                   | Maria Lankowitz (Bezirk Voitsberg) |

## Geschichte
Die erste urkundliche Erwähnung des Gebietes der Lobming erfolgte 927 in einer Urkunde des Erzbischofs von Salzburg. Im Jahr 1149 wurde ein Ritter „von Lobming“ genannt. Er wohnte in der Burg zu Altlobming (heute Sulzbachgraben). Die Steiermärkische Landesregierung erwarb 1979 das Schloss und brachte darin eine landwirtschaftliche Fachschule unter.
Im Rahmen der steiermärkischen Gemeindestrukturreform wurden 2015 die Gemeinden Großlobming und Kleinlobming zusammengeschlossen, die neue Gemeinde führte den Namen Großlobming.
Nach einem entsprechenden Gemeinderatsbeschluss trägt die Gemeinde seit 2016 den Namen Lobmingtal.
Siehe auch: Großlobming#Geschichte und Kleinlobming#Geschichte

## Kultur und Sehenswürdigkeiten
- Schloss Großlobming

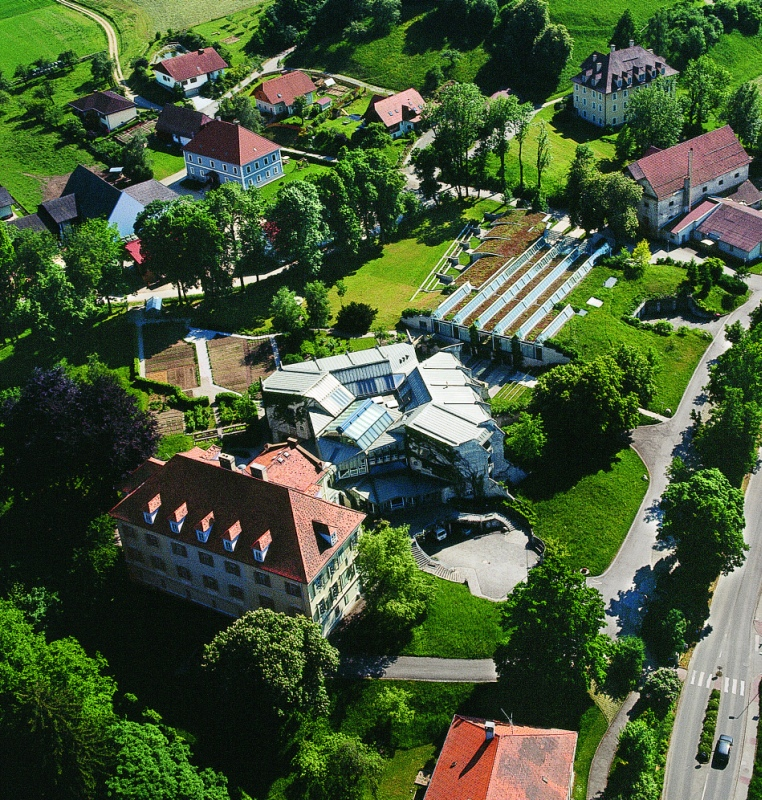
Schloss Großlobming

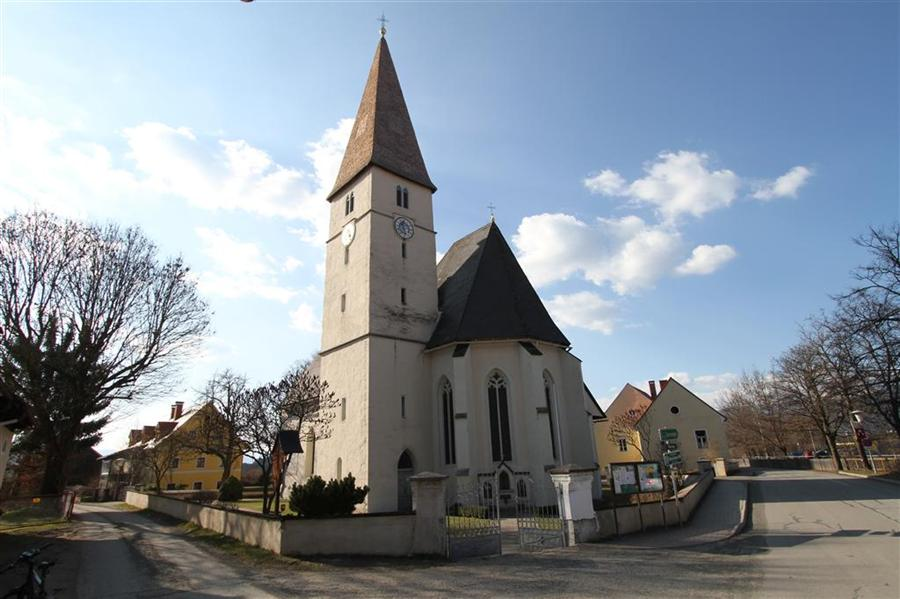
Pfarrkirche Großlobming

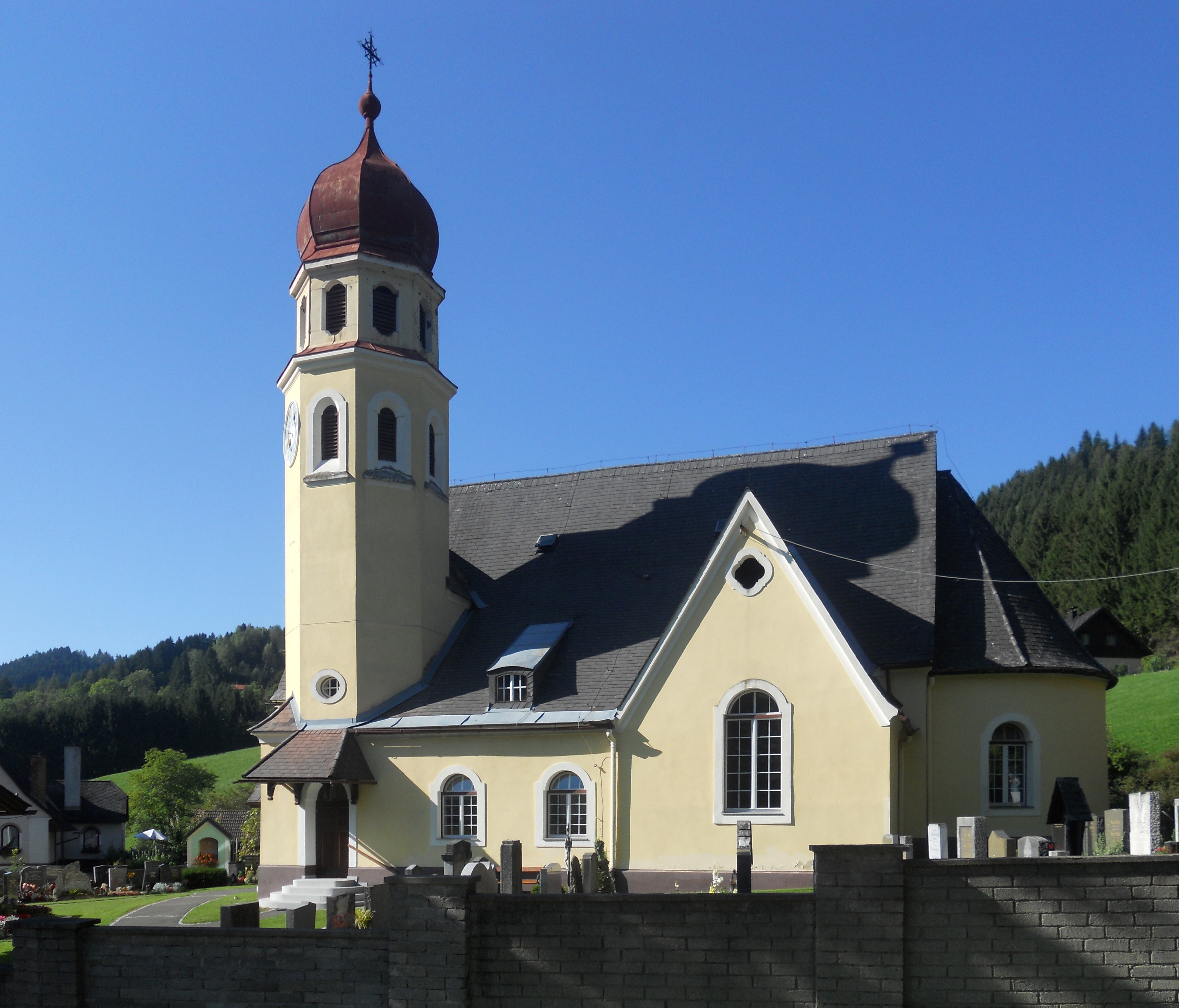
Pfarrkirche Kleinlobming

- Katholische Pfarrkirche Großlobming hl. Lampert
- Katholische Pfarrkirche Kleinlobming hl. Thomas

## Wirtschaft und Infrastruktur
Lobmingtal ist eine Wohnsitzgemeinde, d. h. die meisten berufstätigen Einwohner pendeln in die umliegenden Städte Knittelfeld, Zeltweg oder Judenburg. Von den 667 Bewohnern, die im Jahr 2011 auspendelten, waren knapp die Hälfte innerhalb von fünf bis neun Kilometer beschäftigt und weitere zwanzig Prozent unter zwanzig Kilometer.

### Tourismus
Seit 2021 gehört das Lobmingtal zum Tourismusverband Murtal. Gemeinsam mit allen Gemeinden des Bezirkes bildet das Lobmingtal diesen Tourismusverband, der unter dem Motto „Herzklopfen spüren“ das Angebot der Region anbietet.

### Verkehr
Die Verkehrserschließung erfolgt über die Landesstraßen Lobmingerstraße L 504 und Möbersdorferstraße L 543.

## Politik

### Gemeinderat
Der Gemeinderat hat 15 Mitglieder.
- Mit den Gemeinderatswahlen in der Steiermark 2015 hatte der Gemeinderat folgende Verteilung: 8 ÖVP, 3 FPÖ, 2 SPÖ und 2 Liste Lobmingtal.[11]
- Mit den Gemeinderatswahlen in der Steiermark 2020 hat der Gemeinderat folgende Verteilung: 10 ÖVP, 3 FPÖ und 2 SPÖ.[12]

### Bürgermeister
- 2004–2017 Heribert Bogensperger (ÖVP; bis 2014 Bürgermeister von Großlobming)
- seit 2017 Christian Wolf (ÖVP)[13][14]

### Wappen

Wappen der Vorgängergemeinden
Großlobming
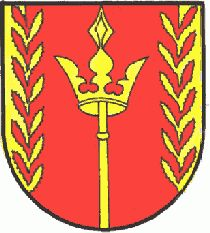
Kleinlobming

Beide Vorgängergemeinden hatten ein Gemeindewappen. Wegen der Gemeindezusammenlegung verloren diese mit 1. Jänner 2015 ihre offizielle Gültigkeit.
Seit 1. Juni 1993 war Lobming zur Führung eines Gemeindewappens, das dem Hl. Thomas gewidmet war, berechtigt.

Blasonierung (Wappenbeschreibung):
„In rotem Schild mit goldenen Flanken in Distelblattschnitt golden wachsend eine Lanze, eine Laubkrone durchstoßend“.
Die Neuverleihung des neuen Gemeindewappens für die Fusionsgemeinde erfolgte durch die Landesregierung mit Wirkung vom 30. Jänner 2019.
Die Blasonierung (Wappenbeschreibung) lautet:
„In rotem Schild unter goldenem Schildhaupt in Distelblattschnitt silbern eine kreisrunde gotische Stahlschnittrosette, in welcher durchbrochen ein Dreischneuß ein in sphärischem Dreieck von drei stehenden Dreiblättern umgebenes liegendes Dreiblatt umschließt.“